# Wadkreeftje
Het wadkreeftje (Corophium volutator) is een vlokreeftensoort uit de familie van de Corophiidae. De wetenschappelijke naam van de soort werd in 1766 gepubliceerd door Peter Simon Pallas.

## Verspreiding
Het wadkreeftje is een zee- en estuariene buisbewonende vlokreeft. Het is inheems aan de Atlantische kusten van Europa, van Noorwegen tot Spanje. Het is geïntroduceerd aan de noordoostkust van Noord-Amerika, waar het bereik beperkt is tot de Golf van Maine, van Boston tot de Fundybaai. Het is een sedentaire soort die voorkomt op wadplaten, in moeraspoelen en sloten. Hoewel deze soort pas in het begin van de 20e eeuw in de Golf van Maine werd ontdekt, is hij bestudeerd als sleutelsoort op het wad in de regio, waar hij een onmisbare schakel vormt tussen voedselwebben voor vissen en vogels.

## Synoniemen
- Corophium grossipes Linnaeus, 1767
- Gammarus longicornis Fabricius, 1779
  - = Corophium longicorne (Latreille, 1806)